# 弗拉迪米尔·戈伊科维奇
弗拉迪米尔·戈伊科维奇（羅馬化：Vladimir Gojković，1981年1月29日—），黑山水球运动员、教练。他曾代表塞尔维亚和黑山、黑山参加2004年、2008年和2012年夏季奥林匹克运动会水球比赛，获得一枚银牌。